# Magnifica presenza
(Tagline del film.)
Magnifica presenza è un film del 2012 diretto da Ferzan Özpetek.
Il film ha ottenuto otto candidature ai David di Donatello 2012 e nove ai Nastri d'argento 2012.

## Trama
Roma. Pietro è un giovane pasticciere gay, pieno di fissazioni, che ha deciso di lasciare la sua città natale Catania e di trasferirsi nella capitale, provvisoriamente come ospite di sua cugina Maria, per seguire il proprio sogno di diventare attore. Tra provini e delusioni, Pietro trova casa in una palazzina in via Cavalcanti 37 del quartiere romano di Monteverde. A seguito di una fugace esperienza con un ragazzo romano avvenuta molto tempo prima, Pietro si ritrova tuttora invaghito di quest'uomo e, nelle sue fantasie, lo considera il suo compagno. Non appena giunto nella capitale, Pietro invita il presunto fidanzato Massimo a cena e lo accoglie con grande affetto e dolcezza ma l'uomo, infastidito dai continui messaggi e dalle continue mail che Pietro gli ha inviato nei mesi precedenti, dimostra un comportamento violento e irritato. Gli comunica, quindi, di avere accettato l'invito a cena solo per comunicargli di levarsi di torno e di non farsi mai più rivedere. Lo fa con una violenza e una rabbia che lasciano Pietro senza parole. Pietro, rimasto solo, sta cercando di riordinare il tinello ma, con terrore, proprio in quel momento, si avvede della presenza in casa di alcuni individui. Presto scoprirà che la casa è infestata da un gruppo di fantasmi - una compagnia di attori tragicamente morti proprio in quella casa durante la Seconda guerra mondiale - con i quali Pietro, nonostante la diffidenza iniziale, finisce con l'instaurare un saldo rapporto di amicizia. Sarà anche grazie alla loro compagnia e solidarietà che Pietro riuscirà ad affrontare alcuni momenti difficili. Della compagnia fa parte anche Luca Veroli, bellissimo uomo gay che ha avuto la sfortuna di nascere in un periodo storico ove non poteva esprimere i suoi sentimenti e che, adesso come adesso, si approccia a Pietro con enorme dolcezza e gentilezza facendo sì che Pietro, forse, ricominci a credere nell'amore.
Per riconoscenza il ragazzo si impegna nell'aiutare gli attori della "compagnia Apollonio" a liberarsi dal legame con il loro passato, scoprendo che, durante la guerra, gli attori lavoravano segretamente per la Resistenza ed erano stati traditi proprio dalla prima attrice della compagnia, Livia Morosini, che fino ad allora avevano creduto essere stata loro sodale. Finalmente liberi dalla loro maledizione, mettono in scena al Teatro Argentina di Roma la loro commedia, avendo come unico spettatore proprio Pietro, l'unico che ha il "dono" di vederli.

## Produzione
Le riprese del film sono iniziate a Roma il 24 ottobre 2011 e si sono concluse ad inizio gennaio 2012. Il film è prodotto da Fandango e Faros Film con la collaborazione di Rai Cinema e realizzato in associazione con Intesa Sanpaolo S.p.A..

## Distribuzione
La distribuzione nelle sale cinematografiche italiane è avvenuta il 16 marzo 2012, in 400 copie, a cura della 01 Distribution. Successivamente viene distribuito a livello internazionale; in Turchia esce nelle sale il 6 aprile con il titolo Şahane Misafir. Magnifica presenza è stato il film d'apertura del "Open Roads: New Italian Cinema", una rassegna che ha avuto luogo dall'8 al 14 giugno 2012 al Lincoln Center di New York. Il film viene inoltre presentato nell'ambito della 34ª edizione del Festival cinematografico internazionale di Mosca, dove si aggiudica il premio del pubblico.

## Distribuzione internazionale
- Italia: 16 marzo 2012
- Turchia: 6 aprile 2012, come Şahane Misafir
- Russia: 13 settembre 2012
- Ungheria: 13 settembre 2012, come Titokzatos társulat
- Argentina: 9 dicembre 2012, come Magnifica presenza al Festival di cinema Italiano di Buenos Aires
- Francia: 31 luglio 2013, come Magnifica presenza

## Promozione
Il 16 febbraio, un mese prima della distribuzione delle sale, sono state diffuse su internet una prima clip e la locandina ufficiale del film. Dopo l'uscita del poster, il 21 febbraio 2012 è stato diffuso online il primo teaser trailer del film creato da Mimmo Verdesca, che realizza anche il making of ufficiale del film.
Il 24 febbraio la Fandango inizia una campagna virale ideata dall'art director Federico Mauro per la promozione del film, aprendo un sito sull'immaginaria Compagnia Teatrale Apollonio. Il sito presenta una serie di indizi e rimandi indiretti ed è legato al film di Ozpetek presentando alcuni personaggi del film.
Il 2 marzo viene diffuso il trailer definitivo e viene aperto il sito ufficiale.

## Incassi
Nel primo fine settimana di programmazione, il film fa il suo debutto al secondo posto della classifica dei film più visti, alle spalle del film francese Quasi amici, incassando 1 193 815,65 euro. In Italia, il film ha incassato complessivamente 3 193 691 euro.

## Colonna sonora
Le musiche originali del film sono composte da Pasquale Catalano e orchestrate da Catalano e Giuseppe Sasso. La colonna sonora è stata registrata e missata presso gli Amarcord Studio.
Già nei precedenti lavori, Ozpetek aveva utilizzato canzoni del repertorio della cantante turca Sezen Aksu, ma per la colonna sonora di Magnifica presenza l'artista, assieme a Pasquale Catalano, ha scritto appositamente l'inedita Gitmem Daha. Nella colonna sonora sono presenti anche brani di Nat King Cole (Perfidia), Patty Pravo (Tutt'al più) e Betty Hutton (I Wish I Didn't Love You So).

## Citazioni e omaggi
Il film si apre con una dedica alla poetessa polacca Wisława Szymborska, scomparsa nel febbraio 2012. Partendo da una storia realmente accaduta ad un amico del regista, Ozpetek e Federica Pontremoli hanno sviluppato il soggetto del film ispirandosi liberamente a Sei personaggi in cerca d'autore di Luigi Pirandello. Proprio la scena finale è stata girata al Teatro Valle, dove Pirandello rappresentò per la prima volta la sua celebre opera.
Ozpetek realizza un film pieno di citazioni e omaggi, dall'autocitazionismo dei suoi lavori precedenti, passando dal teatro classico, fino a pellicole come L'ultimo metrò di François Truffaut, Questi fantasmi di Renato Castellani e Fantasmi a Roma di Antonio Pietrangeli.
Con il personaggio interpretato da Platinette, che guida con fermezza un gruppo di transessuali che confezionano cappelli, è stato fatto un parallelismo con il colonnello Kurtz di Apocalypse Now. Un'altra citazione cinematografica vi è quando Pietro, il protagonista, si reca a Cinecittà per un provino e incontra i cardinali di Habemus Papam di Nanni Moretti. Sempre in uno dei numerosi provini che sostiene, Pietro incontra il regista Daniele Luchetti (che appare nel film in un cameo). Luchetti ha diretto realmente Elio Germano nei film Mio fratello è figlio unico e La nostra vita.

## Riconoscimenti
- 2012 - David di Donatello
  - Nomination Miglior regia a Ferzan Özpetek
  - Nomination Miglior attore protagonista a Elio Germano
  - Nomination Migliore colonna sonora a Pasquale Catalano
  - Nomination Migliore canzone originale a Gitmem daha di Sezen Aksu, Pasquale Catalano e Yildirim Turker
  - Nomination Migliore scenografia a Andrea Crisanti
  - Nomination Migliori costumi a Alessandro Lai
  - Nomination Miglior trucco a Ermanno Spera
  - Nomination Migliori acconciature a Francesca De Simone
- 2012 - Nastro d'argento
  - Miglior soggetto a Ferzan Özpetek e Federica Pontremoli
  - Migliori costumi a Alessandro Lai
  - Nomination Regista del miglior film a Ferzan Özpetek
  - Nomination Miglior attore protagonista a Elio Germano
  - Nomination Miglior attore non protagonista a Giuseppe Fiorello
  - Nomination Migliore attrice non protagonista a Paola Minaccioni
  - Nomination Migliore fotografia a Maurizio Calvesi
  - Nomination Miglior montaggio a Walter Fasano
  - Nomination Migliore colonna sonora a Pasquale Catalano

- 2012 - Ciak d'oro
  - Miglior regia a Ferzan Özpetek[19]
  - Migliore attore protagonista a Elio Germano[19]
  - Nomination Migliore scenografia a Andrea Crisanti
  - Nomination Migliore fotografia a Maurizio Calvesi
  - Nomination Miglior manifesto a Emrah Yucel
  - Nomination Migliore attrice non protagonista a Paola Minaccioni
  - Nomination Migliori costumi a Alessandro Lai
  - Nomination Migliore colonna sonora a Pasquale Catalano
- 2012 - Globo d'oro
  - Miglior regista
  - Miglior attore a Elio Germano
  - Miglior attore non protagonista a Beppe Fiorello
  - Miglior attrice non protagonista a Paola Minaccioni
  - Globo d'oro speciale a Anna Proclemer
  - Nomination Migliore fotografia a Maurizio Calvesi
  - Nomination Migliore colonna sonora a Pasquale Catalano
- 2012 - Moscow International Film Festival
  - Premio del pubblico
  - Premio della federazione dei club di cinema russi
- 2012 - Moviemov Italian Film Festival
  - Miglior film[20]